# Eteoclo
Eteoclo (in greco antico: Ἐτέοκλος?) è un personaggio della mitologia greca, figlio di Ifi.
Partecipò alla guerra dei Sette contro Tebe e viene occasionalmente incluso nella lista dei sette capi. Nelle Supplici di Euripide, Adrasto lo descrive come un giovane povero ma dignitoso, che ricevette grandi onori dagli abitanti di Argo.
Nei Sette contro Tebe di Eschilo, Eteoclo è uno dei sette capi cui sono assegnate le sette porte della città, contrapposto a Megareo. Sul suo scudo è rappresentato un uomo che si arrampica su una torre tramite una scala ed è scritto che nemmeno Ares può abbatterlo. Tuttavia, nelle Fenicie di Euripide, Eteoclo non viene menzionato e al suo posto è indicato Adrasto. Anche altri autori quali Diodoro Siculo, Papinio Stazio e Igino non lo citano.
Eteoclo sarebbe stato ucciso da Leade, un figlio di Astaco. Suo figlio Medone è talvolta menzionato come uno degli Epigoni.